# Emerald Beach
Emerald Beach är en ort i Barry County, Missouri i delstaten Missouri, USA.